# Daily Star (Reino Unido)
El Daily Star es un diario británico en formato tabloide. Se publicó por primera vez el 2 de noviembre de 1978 y fue el primer periódico nacional en salir al mercado desde el Daily Mirror en 1903. Durante muchos años se publicó de lunes a sábado, pero el 15 de septiembre de 2002 se expandió para sacar una edición dominical, el Daily Star Sunday, editada por Stuart James. El 6 de mayo de 1920, The Star publicó su número número 10.000.
El diario salió al mercado desde Mánchester e inicialmente circuló solamente por el centro y el norte de Inglaterra. Fue concebido por los entonces dueños de Express Newspapers (perteneciente a la compañía Trafalgar House) para hacer competencia a la fuerza de los periódicos Daily Mirror y The Sun en el norte. También trató de aprovechar el reducido uso de las capacidades de las imprentas de la calle Great Ancoats de Mánchester debido a la pérdida de circulación del Daily Express. El Daily Star agotó su primera edición nocturna de un millón cuatrocientos mil ejemplares.
El Daily Star lo publica Express Newspapers, compañía que también publica el Daily Express y el Sunday Express. El grupo pertenece actualmente a la compañía de Richard Desmond, Northern&Shell. El periódico se centra en historias que giran principalmente alrededor de los famosos, el deporte y las noticias y cotilleos sobre conocidos programas de televisión, como telenovelas y reality shows. 
La sección editorial de las noticias de actualidad tiende marcadamente hacia la derecha política, aunque sin apoyar explícitamente a algún partido político. Trata de un modo sensacionalista cuestiones como los inmigrantes en busca de asilo político y el comportamiento antisocial de los adolescentes.[cita requerida]
La editora es Dawn Neesom. Fue ascendida al puesto en diciembre de 2003 después de que el editor anterior, Peter Hill, se cambiara al Daily Express. Anteriormente, Neesom había sido una ejecutiva de prestigio a cargo del departamento de artículos de opinión.

## Características comunes
De lunes a sábado, el periódico presenta la fotografía de una modelo en topless (siguiendo la línea de las chicas de la Página Tres que solía publicar The Sun). Ha descubierto a modelos famosas, especialmente a Rachel Ter Horst en 1993 y a Lucy Pinder en una playa de Bournemouth en el verano de 2003. Modelos como Cherry Dee y Michelle Marsh también han aparecido en la página 3 del periódico. Estas mujeres son conocidas en el periódico como las "Starbabes" (“chicas estrella”). El fotógrafo del glamour en el periódico es Jean Savage.
Otra constante en el Daily Star es The Goss, una columna diaria de cotilleo que edita Jess Brown; Playist (lista de reproducción), una columna de música editada por Kim Dawson; Star TV, una columna del telediario que editan Peter y Katie Begley; la página de repaso de Mike Ward de lo que se ha televisado durante la semana, y Forum, la publicación diaria consagrada a los mensajes de texto de los lectores, que se publican, según parece, palabra por palabra. Las columnas de opinión de Dominik Diamond y Vanessa Feltz fueron eliminadas en 2008.
El editorial del periódico, titulado “el Daily Star dice”, aparece casi siempre en la página 6. Beau Peep es el cómic diario.

## Controversia

### Jeffrey Archer
En 1987, el periódico perdió un famoso pleito por difamación interpuesto por Jeffrey Archer, que supuso una multa al periódico de 500.000 libras esterlinas por daños y perjuicios, y que se debió a las declaraciones sobre una supuesta relación de Archer con Monica Coghlan. El editor del Daily Star, Lloyd Turner, fue despedido seis semanas después del juicio. Sin embargo, el periódico siempre mantuvo su versión. El 19 de julio de 2001 Archer fue declarado culpable de perjurio y de torcer el curso de la justicia en el juicio de 1987 y fue condenado a un total de cuatro años de prisión. El periódico, más tarde, intentó reclamar 2.200.000 libras esterlinas (el pago original más intereses y daños y perjuicios). 

### Madeleine McCann
Tanto el Daily Star como su equivalente dominical, así como sus colegas el Daily Express y el Sunday Express, han ofrecido una gran cobertura del caso de la desaparición de la pequeña Madeleine McCann. En 2008, la familia McCann demandó al Star y al Express por difamación tras la cobertura del caso por parte de los periódicos. La causa de la demanda se basaba en más de 100 historias en los diarios Daily Express, Daily Star y sus equivalentes dominicales, que acusaban a los McCann de estar involucrados en la desaparición de su hija. Los McCann consideraron ampliamente difamatorios estos reportajes periodísticos. Según un acuerdo firmado en el Tribunal Superior de Justicia, los periódicos aceptaron pedir disculpas a los McCann a través de la portada del 19 de marzo de 2008, publicar otra disculpa en las portadas de las ediciones dominicales del 23 de marzo y realizar un escrito de rectificación ante el Tribunal Supremo. También aceptaron pagar las costas y los daños sustanciales, cantidad que los McCann planean utilizar para ayudar en la búsqueda de su hija. En su rectificación, el Daily Star pidió perdón por publicar “historias que sugerían que la pareja era, o podía ser, responsable de la muerte de su hija Madeleine y de ocultarlo" y declaró: “reconocemos ahora que tal sugerencia es completamente falsa y que tanto Kate como Gerry son completamente inocentes de cualquier implicación en la desaparición de su hija."

### La portada de la ceniza volcánica
El 21 de abril, en los días posteriores a la erupción del volcán Eyjafjallajökull en 2010, el Star plasmó en una portada suya una imagen generada por ordenador del vuelo 9 de British Airways del año 1982, que se topó con la ceniza volcánica y sufrió la pérdida temporal de todos sus motores. La imagen, tomada de un documental, fue acompañada por un titular llamativo: "Terror mientras el avión se topa con la nube de ceniza", sin ninguna referencia en la portada a que tanto la imagen como lo ocurrido eran históricos. La imagen condujo a la supresión del periódico en los quioscos de algunos aeropuertos del Reino Unido, puesto que era el día que se restablecían los vuelos después de seis días de cierre del espacio aéreo británico a causa de la ceniza volcánica.

## Editores

### Daily Star
1978: Derek Jameson
1980: Lloyd Turner
1987: Mike Gabbert. Fue contratado para conducir al periódico a un mercado más bajo, y lo hizo, incluyendo artículos del Sunday Sport. Permaneció en el puesto por muy poco tiempo ya que el nivel de circulación cayó de manera radical.
1987: Brian Hitchen
1994: Phil Walker
1998: Peter Hill
2003: Dawn Neesom

### Daily Star Sunday
2002: Hugh Whittow
2003: Gareth Morgan
2013: Peter Carbery
2015: Stuart James